# Drabescus nervosopunctatus
Drabescus nervosopunctatus är en insektsart som beskrevs av Victor Antoine Signoret 1880. Drabescus nervosopunctatus ingår i släktet Drabescus och familjen dvärgstritar. Inga underarter finns listade i Catalogue of Life.